# لایته
لایته (به آلمانی: Lieth) یک شهر  در آلمان است که در دیمارشن واقع شده‌است. لایته ۴۰۱ نفر جمعیت دارد.